# Лелес
Лелес (угор. Lelesz) — село у південно-східній частині Словаччини, розташоване приблизно за 8 км на північ від міста Краловскі Хлмец у районі Требішов.
Село розташоване у південно-східній частині Східно-Словацької низовини, у низинному районі під назвою Медзибодружьє. На північ від нього протікає річка Латориця, чиї мертві рукави утворюють єдиний простір, який з 1990 року знаходиться під охороною держави і називається Заповідний Ландшафтний Район Латориця. Повз місто проходить шосе М5.
Населення — 7580 чоловік по перепису 2016 року.

## Історія
У IX столітті у цій місцевості існувало поселення часів Велико-Моравської імперії. 1182 року тут було засновано Премонстратенський монастир, внаслідок чого Лелес став центром свого регіону. Вигідне положення на торгових шляхах, а також відповідні умови для розвитку сільського господарства та виноградарства, стимулювали розвиток поселення. 1941 року до Лелеса було приєднане село Капоня (угор. Kaponya), яке вперше згадується у літописах 1287 року.
Найвизначнішим історичним пам'ятником селища є Премонстратенський монастир, збудованний 1182 року і пізніше реконструйований. Його частиною також є каплиця святого архангела Михаїла, побудована одночасно з монастирським комплексом. У XIV столітті до монастиря була прибудована готична католицька церква, що утворює південне крило комплексу. Готичною пам'яткою також є трохи не найстаріший міст Словаччини довжиною 70 м, побудований у XIV столітті, розташованний між монастирем і шосе М5.

## Населення
| Рік:            | 1994. | 2004.   | 2014.   | 2024.   |
| --------------- | ----- | ------- | ------- | ------- |
| Кількість осіб: | 1864  | 1898    | 1774    | 1892    |
| Різниця:        |       | +1,82 % | -6,53 % | +6,65 % |

| Рік:            | 2023. | 2024.   |
| --------------- | ----- | ------- |
| Кількість осіб: | 1897  | 1892    |
| Різниця:        |       | -0,26 % |